# Eumenes erythropoda
Eumenes erythropoda är en stekelart som beskrevs av Cameron 1898. Eumenes erythropoda ingår i släktet krukmakargetingar, och familjen Eumenidae. Inga underarter finns listade i Catalogue of Life.